# 范萱蔚
范萱蔚（Percy Fan，1987年12月17日—），在2004年參與香港商業電台「森美小儀歌劇團」的舞台劇「早安啊！曼克頓」的演出後被現時經理人公司賞識，從而簽約成為Starj & Snazz娛樂旗下藝人，曾於2006年參加無綫電視（TVB）綜藝娛樂節目《美女廚房》第一輯第十集，並於2007年晉身樂壇。另外，范萱蔚被香港人際口才學會選為「青年大使」，曾與香港人際口才學會合作到各中學進行一個名為「個人表達之青年力量互動講座」，與同學分享與人溝通的技巧。她曾奪得學界排球比賽銀牌。她的師妹為中日混血兒裕美。范萱蔚現已轉行為化妝師。

## 曾參與的電視劇
- 香港電台電視劇「一家人——人魚故事」
- 香港電台電視劇「海關故事——迷迭香行動」 飾 安仔
- 無綫電視電視劇「尖子攻略」 飾 林亦雙

## 曾參與的電視廣告
- 實惠旅遊電視廣告
- 集美郵輪電視廣告
- 彩福皇宴電視廣告

## 曾參與的舞台劇
- 2004年商業電台森美小儀歌劇團──早安啊！曼克頓

## 硬照廣告
- Aso Spa
- Promise Beauty Car Interior Design
- 龍皇酒家
- 集美郵輪
- 佬沃海景假日酒店及克拉克渡假城平面廣告

## 曾參與的MV
- 你是我的石頭（Percy）
- 我買自己（Percy）
- 邊愛邊罵（Percy與林泳）
- 自卑男（林泳）
- 京華春夢（EO2）
- 大節日（與EO2、高皓正、鄧穎芝、裕美、唐寧、賈曉晨合唱）
- 電光火石（鄧穎芝&Eddie@EO2）
- 一起愛（Percy與裕美）
- 少女大帝（Percy與裕美）
- 我們就是力量（Percy與EO2、鄧穎芝、裕美、賈曉晨）
- 一次心動（Percy與裕美）
- 為寂寞拍拖（Percy與高皓正）
- 冬甩（Percy）
- 比武招親（Percy）
- 我們結婚了（Percy與葉文輝）
- 廿二世紀少女（Percy）

## 其他演出
- 2006 鳳凰衛視十周年短片“鳳凰戰隊──第十話”
- 2008 TVB節目《美女廚房》「美少女廚神」之一
- 2008 TVB節目《鐵甲無敵獎門人》獎門人200集超級派對 嘉賓
- 2010 TVB節目《智激校園》嘉賓
- 2013 情義兩難全之玩爆你個腎「求婚篇」- "爆腎團隊攪氣氛 · 夾埋小三玩求婚" （页面存档备份，存于）

## 歌曲
- 邊愛邊罵（與林泳合唱）
- 你是我的石頭
- 大節日（與EO2、高皓正、唐寧、鄧穎芝、賈曉晨、裕美合唱）
- 我買自己
- 一起愛（與裕美合唱）
- 少女大帝（與裕美合唱）
- 為寂寞拍拖（與高皓正合唱）
- 我們就是力量（與EO2、鄧穎芝、賈曉晨、裕美合唱）
- 一次心動（與裕美合唱）
- 冬甩
- 義出必行（與葉文輝、狄易達、高皓正、裕美、劉家麗、何卓瑩 合唱)
- 你的小天使
- 全宇宙過聖誕（與葉文輝、賈曉晨、狄易達、區俊濤、張苡澂、Winky、Ava、Winnie、Yellow合唱)
- 比武招親
- 我們結婚了（與葉文輝合唱)
- 廿二世紀少女

## 唱片
- 《一起愛》EP（推出日期：2008年1月29日）
- 《少女大帝》（與裕美推出的合輯）（推出日期：2008年8月25日）

## 獎項
- PM第五屆樂壇頒獎禮〈PM06讀者喜愛合唱歌曲〉──邊愛邊罵
- 第五屆《勁歌王》〈最有前途女新人〉
- 第五屆《勁歌王》〈最受歡迎合唱歌〉──一起愛
- 新城勁爆兒歌頒獎禮2008 十四首勁爆兒歌之一：你的小天使

## 外部連結
- 范萱蔚網誌 （页面存档备份，存于）
- 范萱蔚訪問聲音及短片 （页面存档备份，存于）
- 范萱蔚相片,短片, 按名字 （页面存档备份，存于）
- 范萱蔚的博客-我的藝術家空間 （页面存档备份，存于）
- Percy 范萱蔚blog （页面存档备份，存于）@Bee.WEBZINE
- 裕美開騷晚晚發噩夢 （页面存档备份，存于）